# Ciara Renée
Ciara Renée, nata Ciara Renée Harper (Harrisburg, 19 ottobre 1990), è un'attrice, cantante e musicista statunitense.

## Biografia
Dopo la laurea in teatro musicale alla Baldwin Wallace University, nel settembre 2013, prende parte alla rappresentazione teatrale di Broadway Big Fish nel ruolo della strega. Nel febbraio 2014, prende parte al musical Pippin, sostituendo Patina Miller nel ruolo ella protagonista. Sempre nel 2014, ha il suo primo ruolo televisivo nella longeva serie Law & Order - Unità vittime speciali. L'anno successivo interpreta Esmeralda nel musical di Stephen Schwartz The Hunchback of Notre Dame. Nello stesso anno riceve popolarità nel ruolo di Kendra Saunders/Hawkgirl nella serie The Flash, che riprenderà anche in Arrow e in Legends of Tomorrow, dove è nel cast fisso della prima stagione.

## Filmografia parziale

### Attrice

#### Cinema
- Ashot Trough the Wall, regia di Aimee Long (2021)
- Deborah, regia di Noga Pnueli (2022)

#### Televisione
- Crime Stoppers Case Files: South Florida – serie TV, episodio 3x08 (2012)
- Law & Order - Unità vittime speciali (Law & Order: Special Victims Unit) - serie TV, episodio 16x01 (2014)
- The Flash – serie TV, 4 episodi (2015)
- Arrow – serie TV, episodio 4x08 (2015)
- Legends of Tomorrow – serie TV, 16 episodi (2016)
- Master of None – serie TV,  episodio 2x02 (2017)
- The Big Bang Theory – serie TV, episodio 12x01 (2018)
- Evil – serie TV, 4 episodi (2021)
- Your Honor – serie TV, 5 episodi (2023)

### Doppiatrice
- Evil - serie TV, 4 episodi (2021)

## Teatro
- Big Fish (2013)
- Pippin (2014)
- Il gobbo di Notre Dame (2014)
- Tick, Tick... Boom! (2016)
- Jesu Christ Superstar (2017)
- Frozen (2020)